# Aleksej Aleksandrovič Gubarev
Aleksej Aleksandrovič Gubarev (in russo: Алексей Александрович Губарев; Gvardejcy, 29 marzo 1931 – Mosca, 21 febbraio 2015) è stato un cosmonauta sovietico.

## Biografia
Nato a Gvardejcy, nell'Oblast' di Samara, ha prestato servizio nell'Aeronautica Militare Sovietica. Nel 1963 è stato selezionato come cosmonauta ed è andato per la prima volta nello spazio nel 1975 con la Sojuz 17. Nel 1976 è stato assegnato al programma Intercosmos ed è tornato nello spazio nel 1978 con la Sojuz 28, in cui ha volato insieme al cosmonauta cecoslovacco Vladimír Remek.
Congedatosi dall'Aeronautica Militare con il grado di Maggiore Generale e lasciato il corpo dei cosmonauti nel 1981, ha continuato a lavorare nel programma spaziale occupandosi dell'addestramento dei cosmonauti fino al suo ritiro dall'attività lavorativa.